# ناحیه بوکه
ناحیه بوکه (به لاتین: Boké Region) یک منطقهٔ مسکونی در گینه است که در گینه واقع شده‌است. ناحیه بوکه ۳۱٬۱۸۶ کیلومتر مربع مساحت و ۱٬۵۵۹٬۱۸۵ نفر جمعیت دارد.